# Alstom Czech Republic
Alstom Czech Republic a.s. ist ein Tochterunternehmen von Alstom in Tschechien, das insbesondere Wagenkästen für Schienenfahrzeuge hergestellt. Der Sitz des Unternehmens ist in Česká Lípa, in Prag befindet sich ein Vertriebsbüro.
Die Waggonfabrik wurde 1918 als Severočeská vozovka a strojírna / Nordböhmischer Waggon- und Maschinenbau begründet. Infolge der Eingliederung in den Ringhoffer-Konzern firmierte der Standort ab 1932 als Bohemia Vozovka a strojírna / Waggonfabrik Bohemia.
Infolge der Verstaatlichung 1948 firmierte der Betrieb ab 1950 als Vagónka Tatra Česká Lípa, n.p. Mit der Privatisierung in den 1990er Jahren gab der Staat dem Unternehmen den Namen Vagónka Česká Lípa. Von 2003 bis 2021 gehörte der Betrieb zu Bombardier Transportation Czech Republic a.s.
Im tschechischen Sprachgebrauch ist die Bezeichnung Severočeská Vagónka (Nordböhmische Wagenfabrik) für den Standort üblich.

## Geschichte
In Česká Lípa wurde 1918 eine Waggonfabrik gegründet, die beispielsweise 1931 zwei Straßenbahnwagen für die Straßenbahn Marienbad lieferte. 1932 wurde die Fabrik als Waggonfabrik Bohemia endgültig in die Ringhoffer-Werke eingegliedert. Das Werk stellte neben Güterwagen auch Maschinen für das Bau- und Lebensmittelgewerbe her. Nach dem Ende des Zweiten Weltkriegs wurde für das Werk im Oktober 1945 die Verstaatlichung beschlossen, die im Folgejahr durchgeführt wurde. Von nun an spezialisierte sich die Fabrik auf die Produktion und Instandsetzung von Güterwagen, fertigte auch Spezialkonstruktionen an, die international exportiert worden sind. Mit der Samtenen Revolution kam es zum Ende der realsozialistischen Planwirtschaft und zu einer Öffnung zu marktwirtschaftlichen Prinzipien. Aus diesem Grund kam es zu einer stufenweisen Privatisierung der Staatsbetriebe. 1994 wurde die Waggonfabrik zu einer Aktiengesellschaft umgewandelt.
1996 wurde die Deutsche Waggonbau AG (DWA) mit 51 Prozent zum Mehrheitsaktionär. Wegen der günstigeren Lohnkosten wurde innerhalb dieses Konzerns der Bau von Güterwagen zu 70 Prozent auf diesen Standort konzentriert. Die Produkte aus Česká Lípa wurden zur Komplettierung an den Güterwagenbau Niesky (ehemals Christoph & Unmack) geliefert. Der Vorstandsvorsitzende der Deutschen Waggonbau AG erklärte 1996, dass der Standort Niesky nur wegen des Werks in Tschechien am Leben gehalten werden könne. Kurz darauf wurde er dennoch verkauft.
1998 wurde die DWA selbst durch Bombardier Transportation übernommen, womit auch die Fabrik in Nordböhmen nun zu Bombardier gehörte. 2003 kam es im Rahmen der Integration des Werks zur Umfirmierung zu Bombardier Transportation Czech Republic a.s. und die Abkehr vom Güterwagenbau. Beschäftigt waren rund 500 Personen. Eine weitere Umstrukturierung erfolgte 2008, als innerhalb des Bombardier-Konzerns der Standort Česká Lípa in die Division Passengers übertragen wurde.
Zum Jahreswechsel 2020/2021 wurde die gesamte Bahnsparte von Bombardier für insgesamt 5,5 Milliarden Euro von Alstom übernommen. Die Übernahme umfasste damit auch das Werk in Česká Lípa. 2022 beschloss Alstom eine Kapazitätssteigerung in Česká Lípa, hierfür sollen zu den bestehenden 1100 weitere 200 Arbeitskräfte eingestellt werden.

## Produktion

### Anfangszeit
Schienenfahrzeuge
In der Anfangszeit wurden folgende Schienenfahrzeuge produziert:
- ČSD-Baureihe M 220.1 (1926)
- ČSD-Baureihe M 244.0 (1931)

Produziert wurden auch Seilbahnkabinen, beispielsweise 1933 für die Seilbahn Ještěd. Auch die Kabinen für die Seilbahn auf den Berg Černá hora wurden 1928 in dem Werk hergestellt.
Hauptbetätigung war aber die Herstellung von Waggons. So entstanden für die ČSD in Zusammenarbeit mit anderen Waggonbauern der Personenwagen Ci mit zwei Achsen. Für Polen wurden 1926 Gepäckwagen gebaut. In den 1930er Jahren wurden zweiachsige Personenwagen der Reihe Ce und Beiwagen für Triebzüge der Reihe Clm und CDlm hergestellt. Es folgten Postwagen der Reihe CDFlm und weitere Gepäckwagen Dsd. Für den Güterverkehr wurden auch Kühl- und Kesselwagen hergestellt. Während der deutschen nationalsozialistischen Besatzungszeit mussten für Linke–Hofmann Schüttgutwagen hergestellt werden.
Kraftfahrzeuge
Dokumentiert ist auch die Herstellung von Karosserien für Omnibusse, beispielsweise in den späten 1920er Jahren auf Gestellen von Fross-Büssing für die Stadt Liberec. In den 30er Jahren folgten Omnibusaufbauten auf Nutzfahrzeuge von Tatra Kopřivnice. 1936 kamen Aufbauten auf Basis des Kraftfahrzeugs Tatra 24/58 für die Stadt Olomouc hinzu. Weitere Aufträge folgten 1937/38 für Prag. Für die ČSD wurden im gleichen Zeitraum Omnibusse auf Basis der Typen Tatra 24/91 und Tatra 27/64 gefertigt, als die Staatsbahn den Auftrag für den Überlandbusverkehr von 1927 bis 1939 innehatte.
Parallel hierzu wurden auch Lkw-Spezialaufbauten auf Tatra-Gestelle montiert. So dienten die Modelle Tatra 22, Tatra 43/52 hierzu. Auf Grundlage des Tatra 27 wurden auch Müllwagen, auf Tatra 54/30 und Tatra 52 Krankenkraftwagen und auf Tatra 43 Feuerwehrfahrzeuge errichtet.
Bei den Pkw wurde auf Basis eines Tatra 57 1931 auch ein zweisitziger Roadster angefertigt. Auf technischer Grundlage des Tatra 75 wurden 1935 neben Roadstern auch Cabrios, Limousinen und Lieferwägen aufgebaut.

### Nachkriegszeit
Straßenbahnfahrzeuge

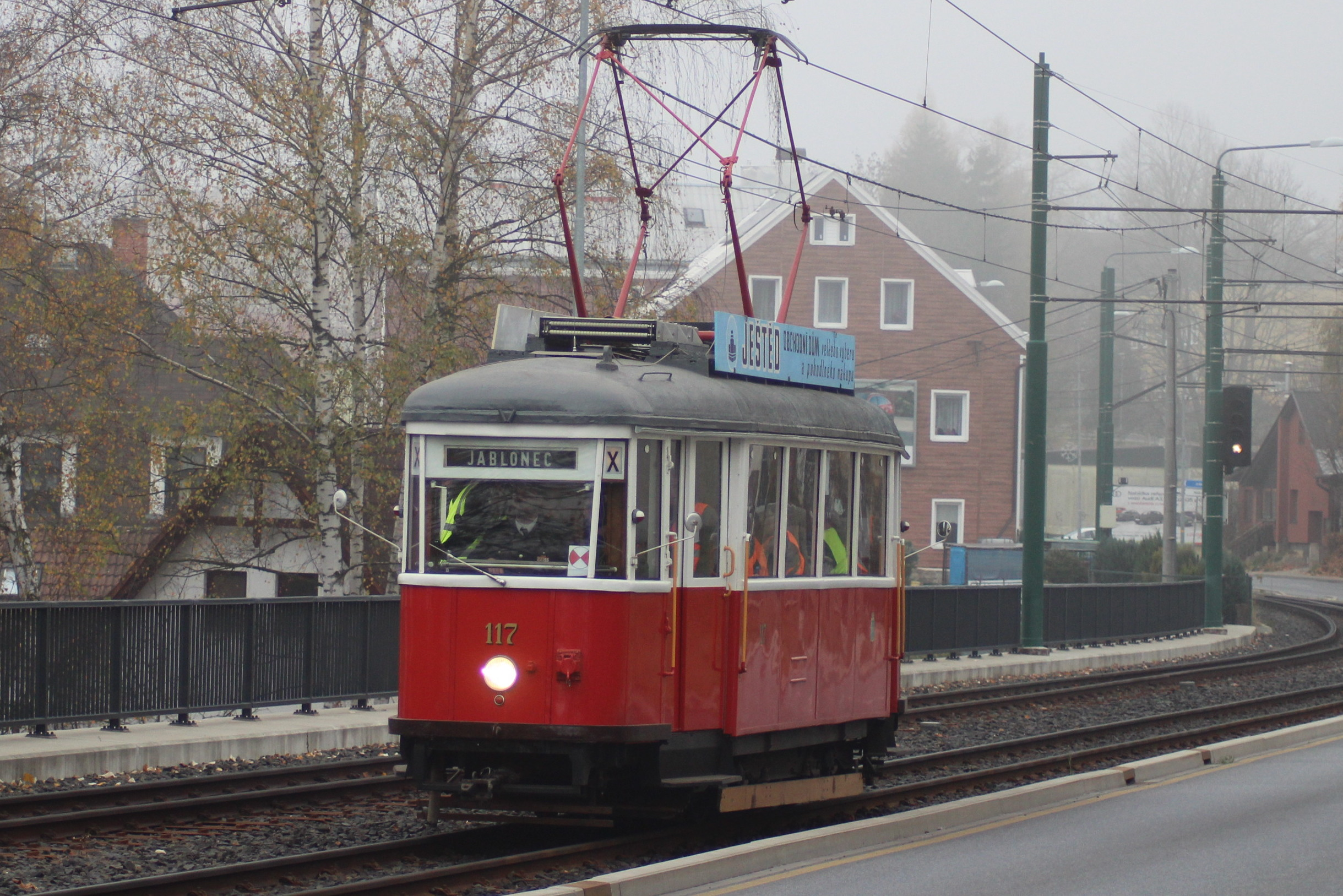
Straßenbahnwagen Tatra 6MT während einer Fahrt als historisches Fahrzeug bei Vratislavice.

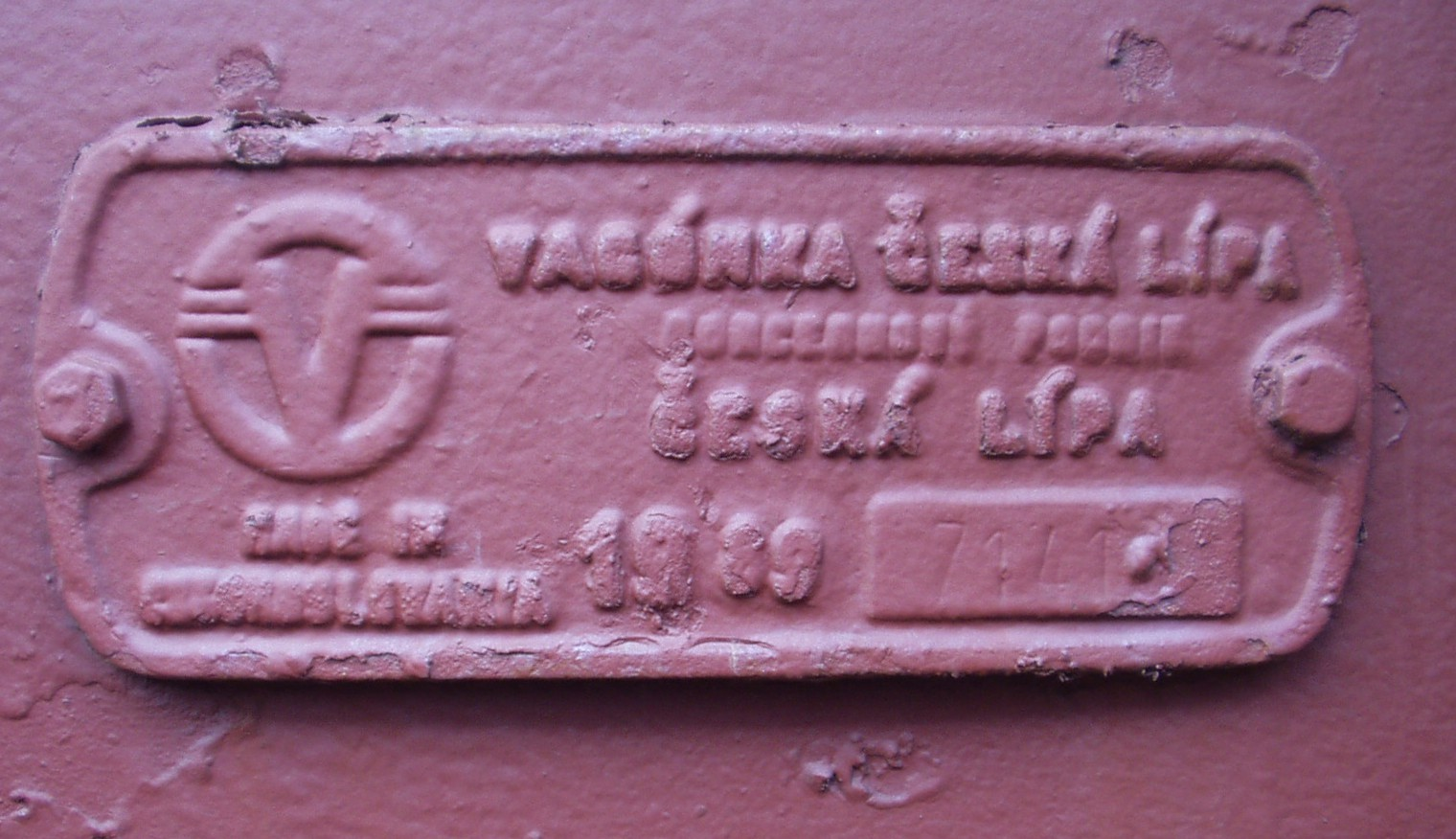
Typenschild auf einem offenen Güterwagen (Reihe Es) von 198.

In den 1950er Jahren wurde in dem Werk unter anderem auch das Straßenbahnfahrzeug Tatra 6MT hergestellt. Für das ehemalige Netz der Lokalbahn Ostrau–Karwin wurden für die Straßenbahn Ostrava im Jahr 1954 acht neue Schmalspurtriebwagen produziert.
Güterwagen
In der Nachkriegszeit kam der Regierungsbeschluss, dass sich der Werksstandort auf Güterwagen zu spezialisieren hat. Ab etwa 1945 wurden eigene Schüttgutwagen der Reihe Vsa, Flachwagen Otdr und gedeckte Güterwagen Zsr produziert. Auch für Schmalspurbahnen wurden Güterwagen produziert. In den 1950er und 1960er Jahren wurden erstmalig vermehrt vierachsige Güterwagen hergestellt, dennoch blieben auch zweiachsige Güterwagen wichtiger Produktionsbestandteil. 1967 wurde der Prototyp für den vierachsigen Güterwagen Sa vorgestellt.
Für die Deutsche Bundesbahn wurde ab 1948 ein Teil der über 2000 Güterwagen der Typen Gm 39 und Gms 39 in Česká Lípa gebaut, ein Großteil der Produktion fand bei Vagónka Tatra Poprad statt. Für die Deutsche Reichsbahn wurden 1976 bis 1978 Flachwagen der Dok.-Nr. 5300 produziert. Von 1981 bis 1983 wurden für die DDR 2030 weitere Güterwagen nach der Dok.-Nr. 5048 hergestellt.
Auf Grundlage von Entwicklungen des VÚKV fertigte der Betrieb für die Petřín-Standseilbahn im Jahr 1985 zwei neue Fahrgestelle mit älteren Bestandteilen für Wagenkästen an.

### Privatisierung: Deutsche Waggonbau, Bombardier und Alstom
Unter der Deutschen Waggonbau AG wurden wie in Niesky baugleiche Güterwagen produziert. 2003 endete der Güterwagenbau. Das Werk spezialisierte sich auf die Produktion von rohen Wagenkästen für Triebwagen für den Eisenbahnverkehr und Straßenbahnen. Hierbei werden die Teile vor Ort zu kompletten Wagenkästen geschweißt oder anderweitig verbunden und grundiert. Daraufhin folgt der Weitertransport der Wagenkästen in weitere Werke zur Komplettierung durch Einbau der technischen Ausrüstung (Antriebstechnik, Drehgestelle, Steuerung) und Innenausstattung (Fußböden, Verkleidung, Sitze).
Produziert wurden Wagenkästen für folgende Modelle (Auswahl):
- Bombardier Talent 2
- Bombardier Talent 3
- Flexity Zürich
- Flexity Basel
- Flexity Wien
- Cityrunner Linz
- RER NG
- Bombardier Régio2N (Omnéo)
- SNCF Z 50000 (Spacium)

Hergestellt wurden auch Wagenkästen für die Métro Paris und Straßenbahnwagenkästen für Australien.

## Sport
Von 1948 bis 1953 hatte die Waggonfabrik mit dem Sokol Tatra Česká Lípa und von 1977 bis 1994 mit dem TJ Vagonka Česká Lípa eine Werksmannschaft.